# Rotello
Rotello ist eine italienische Gemeinde (comune) mit 1120 Einwohnern (Stand 31. Dezember 2023) in der Provinz Campobasso in der Region Molise. Die Gemeinde liegt etwa 34,5 Kilometer nordöstlich von Campobasso und grenzt unmittelbar an die Provinz Foggia (Apulien).

## Verkehr
Durch die Gemeinde führt die frühere Strada Statale 376 dei Tre Titoli (heute die Provinzstraße 148) von Casacalenda nach Serracapriola.

## Persönlichkeiten
- Domenico De Masi (1938–2023), Soziologe, in Rotello geboren